# Marutas z Mezopotamii
Marutas z Mezopotamii, również Marut lub Maruta (zm. ok. 420) – syryjski mnich, biskup Martyropolis (Maiferkat) w Mezopotamii, uznawany za świętego przez Kościół katolicki, prawosławny, wschodni i koptyjski.

## Życie
Data jego narodzin jest nieznana. Biskupem Martyropolis został przed 399 rokiem, ale nie wiadomo czy piastował to stanowisko aż do swojej śmierci. Ostatnia wzmianka w której w stosunku do jego osoby używa się tego tytułu, pochodzi z 410 roku.
Znany był z gromadzenia relikwii męczenników, od których to jego miasto zaczęto nazywać Martyropolis (Miasto Męczenników). Jako poseł cesarski brał udział w misjach dyplomatycznych z Cesarstwa rzymskiego do Persji. Był przyjacielem Jana Chryzostoma.
Utrzymywał kontakty z Kościołem perskim, który wiele wycierpiał w czasie prześladowań Szapura II. Aby ratować sytuację współwyznawców żyjących pod panowaniem Sasanidów, wyprawił się do Konstantynopola, chcąc uzyskać obietnicę interwencji od cesarza Arkadiusza. Ten jednak był zaprzątnięty sprawami własnego państwa. Później Marut został wysłany jako poseł cesarza Teodozjusza do szacha Jezdegerda i pośredniczył w sprawach dotyczących pokoju. Według relacji miał wzbudzić uznanie króla perskiego swoją pobożnością i świątobliwością, tak że ten zaprzestał prześladowań względem chrześcijan. Pomagał zreorganizować kościół perski i na prośbę Mar Qajumy miał namówić tamtejszych biskupów do przyjęcia abdykacji biskupa Seleucji-Ktezyfonu.
Był również aktywny w sprawach wewnętrznych Kościoła. Uczestniczył w soborze konstantynopolitańskim w 381 roku i synodzie w Antiochii w 383 lub 390 roku, na którym potępiono Messalian. Był również uczonym, napisał dzieła traktujące o żywotach męczenników perskich (dotyczyły losów chrześcijan którzy padli ofiarą prześladowań Szapura II, cześć dzieła przetrwała, ale są to te fragmenty które najprawdopodobniej pisał ktoś inny), historię soboru nicejskiego, kanony synodu w Seleucji-Ktezyfonie z 410 roku, kilka egzegez biblijnych, część liturgii syriackiej i przetłumaczył kanony soboru nicejskiego na język syriacki.
Jego wspomnienie liturgiczne w Kościele katolickim obchodzone jest 4 grudnia.